# アルヴィン・リー
アルヴィン・リー（Alvin Lee、1944年12月19日 - 2013年3月6日）は、イングランドの歌手、ソングライター、ギタリストである。ブルースロック・バンドのテン・イヤーズ・アフターでリード・ボーカリストおよびリード・ギタリストを務めたことによって最もよく知られている。

## 略歴

### 生い立ち
本名はグラハム・アンソニー・バーンズ。ノッティンガムで生まれ、ウォラトンのマーガレット・グレンボット・スクールに通っていた。13歳でギターを弾き始めた。両親のジャズやブルースのレコード・コレクションに影響を受けたが、その興味を引き起こしたのはロックンロールの登場であった。
1960年、リーはレオ・ライオンズとともにテン・イヤーズ・アフターの核を形成した。

### テン・イヤーズ・アフター
リーは1966年からライオンズ（ベース）、リック・リー（ドラムス）、チック・チャーチル（キーボード）と共に「テン・イヤーズ・アフター」を名乗って活動を開始した。
1969年のウッドストック・フェスティバルでの「アイム・ゴーイング・ホーム」の演奏場面は、ドキュメンタリー映画『ウッドストック/愛と平和と音楽の三日間』（1970年）に収録され、彼が披露した「超高速」演奏は彼をスターダムに押し上げるのに役立った。彼等は世界中のアリーナやスタジアムで演奏するようになった。同映画は彼の音楽を世界中の聴衆に広めたが、その反面、以前からのファンの支持や自らの自由を失ったと彼は後に語った。
リーは「西洋で最速のギタリスト」と名付けられ、1980年代に発展するシュレッド・スタイルによる演奏の先駆けと見なされた。
テン・イヤーズ・アフターは成功を収めて10枚ものアルバムを発表したが、彼は1973年までにバンドのスタイルに制限されていると感じるようになった。コロムビア・レコードに移籍したことでラジオ・ヒット曲「チェンジ・ザ・ワールド (I'd Love to Change the World)」が生まれたが、リーはレーベルが推し進めるポップスよりもブルースロックを好んだ。
1973年、彼はジョージ・ハリスン、スティーヴ・ウィンウッド、ロニー・ウッド、ミック・フリートウッドをゲストに迎え、アメリカのクリスチャン・ロックのパイオニアであるマイロン・ルフェーヴルと一緒にカントリー・ロックの最前線にあると称賛されたアルバム『自由への旅路』のレコーディングとリリースを行った。同年にはジェリー・リー・ルイスがアルバート・リー、ピーター・フランプトン、ロリー・ギャラガーなど数多くのゲスト・スターを迎えてロンドンで録音した2枚組アルバム『ロックン・ロール・スーパー・セッション (The Session...Recorded in London with Great Artists)』にゲストの一人として参加した。
1974年、テン・イヤーズ・アフターのコロムビアでの2枚目のアルバムが発表された後、彼はグループを脱退した。

### ソロ活動

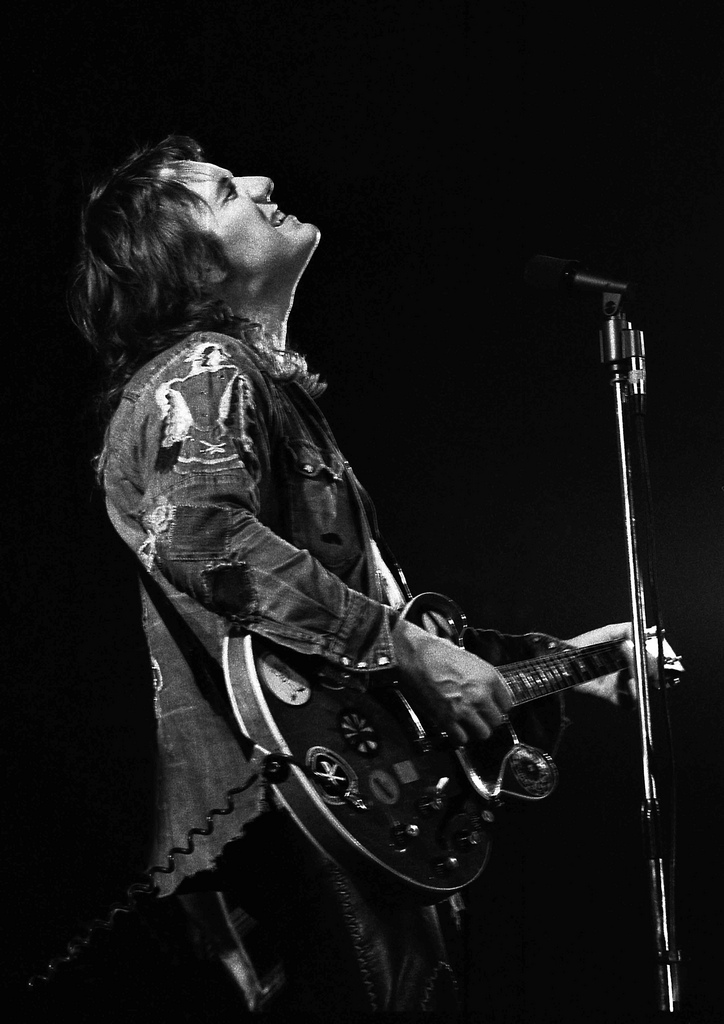
1978年にオランダ・ターフズチップ・ブレダで演奏するアルヴィン・リー

同年、ロンドンのレインボー・シアター公演で演奏するためにアルヴィン・リー&カンパニーを結成し、2枚組ライブ・アルバム『栄光への飛翔 (イン・フライト)』を発表した。バンドのさまざまなメンバーが次の2枚のアルバム『パンプ・アイアン』（1975年）、『レット・イット・ロック』（1978年）に引き続き参加した。
1975年後半、ボ・ディドリーのアルバム『栄光のロックン・ロール・ジャム (The 20th Anniversary of Rock 'n' Roll)』にて、数曲でギターを弾いた。彼はドラムにトム・コンプトン、ベースにミック・ホークスワースを迎えた「テン・イヤーズ・レイター」という形で1970年代を締めくくり、2枚のアルバム『甦る雷神』（1978年）と『ライド・オン』（1979年）をリリースし、ヨーロッパやアメリカを広範囲にわたってツアーした。
1980年代にはレア・バードのスティーヴ・グールドとの2作のコラボレーション、ジョン・メイオールやローリング・ストーンズの元ギタリストであるミック・テイラーをバンド・メンバーに迎えたソロ・ツアーなどを行なった結果、彼の方向性には変化がもたらされた。
精力的な音楽活動の結果、彼には20枚以上のアルバムがあり、その中には1987年の『デトロイト・ディーゼル』、プロデューサーのテリー・マニングとメンフィスで録音された1989年の『アバウト・タイム』、および『ズーム』『Nineteen Ninety-Four』という1990年代のコレクションが含まれている。両アルバムのゲスト・アーティストには、ジョージ・ハリスンが含まれている。
『アルヴィン・リー・イン・テネシー』は、スコティ・ムーアとD・J・フォンタナとの録音で2004年にリリースされた。リーの最後のアルバム『スティル・オン・ザ・ロード・トゥ・フリーダム』は、2012年9月にリリースされた。

### 死
2013年3月6日、彼は心房細動を治療するための「通常の外科的処置後に起きた予期せぬ合併症」で。スペインで亡くなった。68歳没。
テン・イヤーズ・アフターの元バンド・メイトは彼の死を嘆いた。ライオンズは彼を「兄弟に最も近いもの」と呼び、リック・リーは「彼の死の現実についてまだピンと来ていない」と述べた。
『ビルボード』誌は、ウッドストック・フェスティバルでの「アイム・ゴーイング・ホーム」や1971年のヒット・シングル「チェンジ・ザ・ワールド」などを画期的なパフォーマンスとして強調した。

## ディスコグラフィ

### スタジオ・アルバム
- 『パンプ・アイアン』 - Pump Iron! (1975年)
- 『レット・イット・ロック』 - Let It Rock (1978年)
- 『甦る雷神』 - Rocket Fuel (1978年) ※アルヴィン・リー&テン・イヤーズ・レイター名義
- 『ライド・オン』 - Ride On (1979年) ※アルヴィン・リー&テン・イヤーズ・レイター名義
- 『フリー・フォール』 - Free Fall (1980年) ※アルヴィン・リー・バンド名義
- 『RX5』 - RX5 (1981年)
- 『デトロイト・ディーゼル』 - Detroit Diesel (1986年)
- 『ズーム』 - Zoom (1992年)
- Nineteen Ninety-Four (1994年)
- 『アルヴィン・リー・イン・テネシー』 - In Tennessee (2004年)
- Saguitar (2007年)
- 『スティル・オン・ザ・ロード・トゥ・フリーダム』 - Still on the Road to Freedom (2012年)

### コラボレーション・アルバム
- 『自由への旅路』 - On the Road to Freedom (1973年) ※with マイロン・ルフェーヴル

### ライブ・アルバム
- 『栄光への飛翔 (イン・フライト)』 - In Flight (1974年)
- Live at Rockpalast (1978年)
- Live In Vienna (1994年)
- The Last Show (2013年)

### シングル
- "Detroit Diesel" (1986年)